# Pilar de hierro de Dhar
El pilar de hierro de Dhar es una columna de hierro ahora fragmentada ubicada en la ciudad Dhar de Madhya Pradesh, India. Se desconocen los orígenes exactos del pilar, pero según la tradición local, era una columna de la victoria erigida por el rey Bhoja de Paramara del siglo XI.

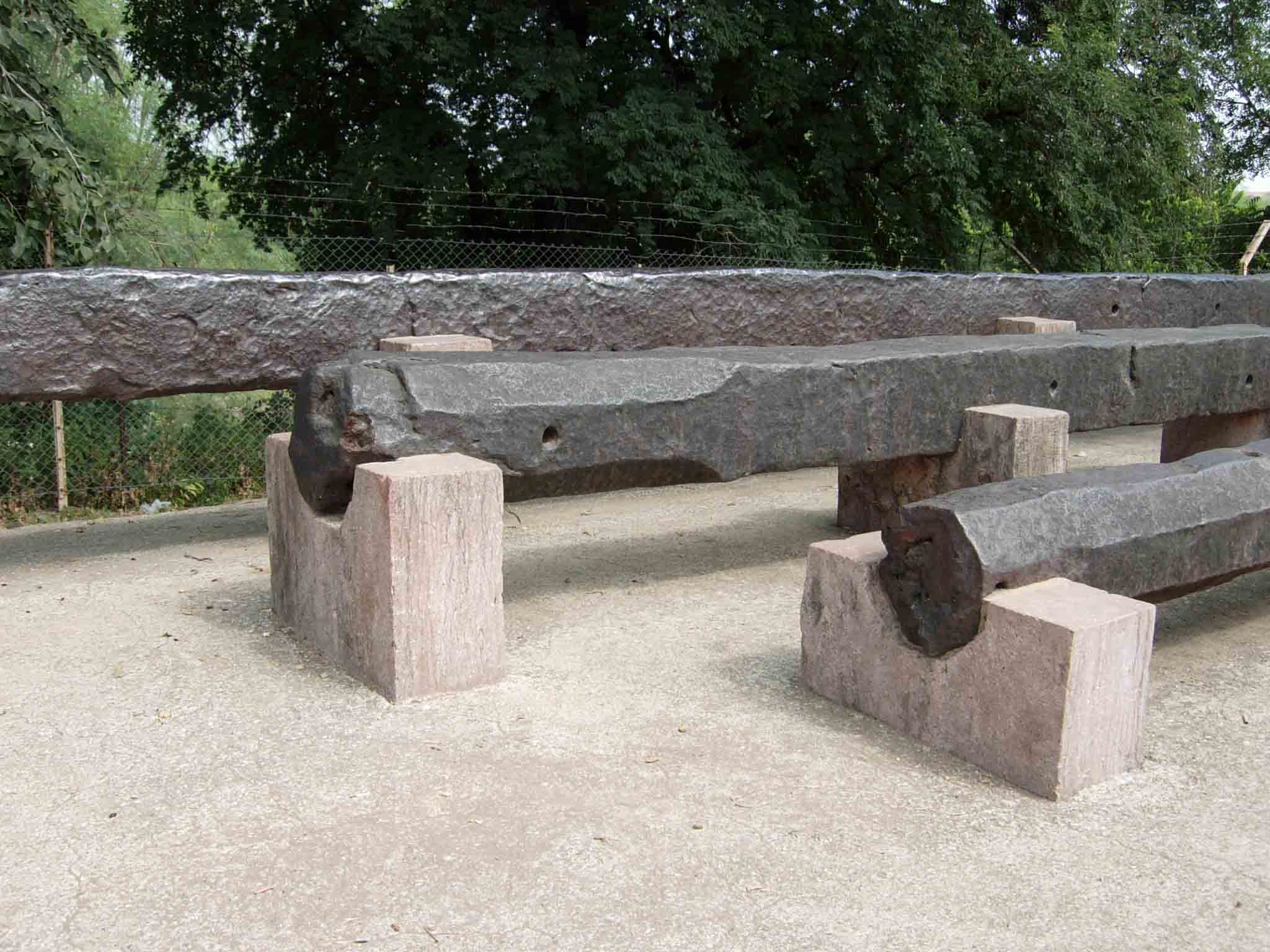
Fragmentos del pilar Dhar

Tres de sus fragmentos se encuentran ahora cerca de la Lat Masjid ("mezquita del pilar") del siglo XV, que lleva el nombre del pilar (llamado "lāṭ" en hindi). Se cree que falta una cuarta parte. El pilar original se estrechó de abajo hacia arriba: el fragmento inferior tiene una sección transversal cuadrada; el fragmento del medio tiene secciones transversales cuadradas y octogonales, y el fragmento superior tiene una sección transversal octogonal con una pequeña parte circular al final. La longitud total de los tres fragmentos es de 13.21 m, lo que indica que el pilar original debe haber sido el doble de alto que el pilar de hierro de Delhi. El peso combinado de los fragmentos se estima en alrededor de 7300 kg, que es al menos 1000 kg más que el peso del pilar de Delhi. En el momento de su construcción, era probablemente el pilar de hierro forjado más grande del mundo.

## Fabricación y montaje

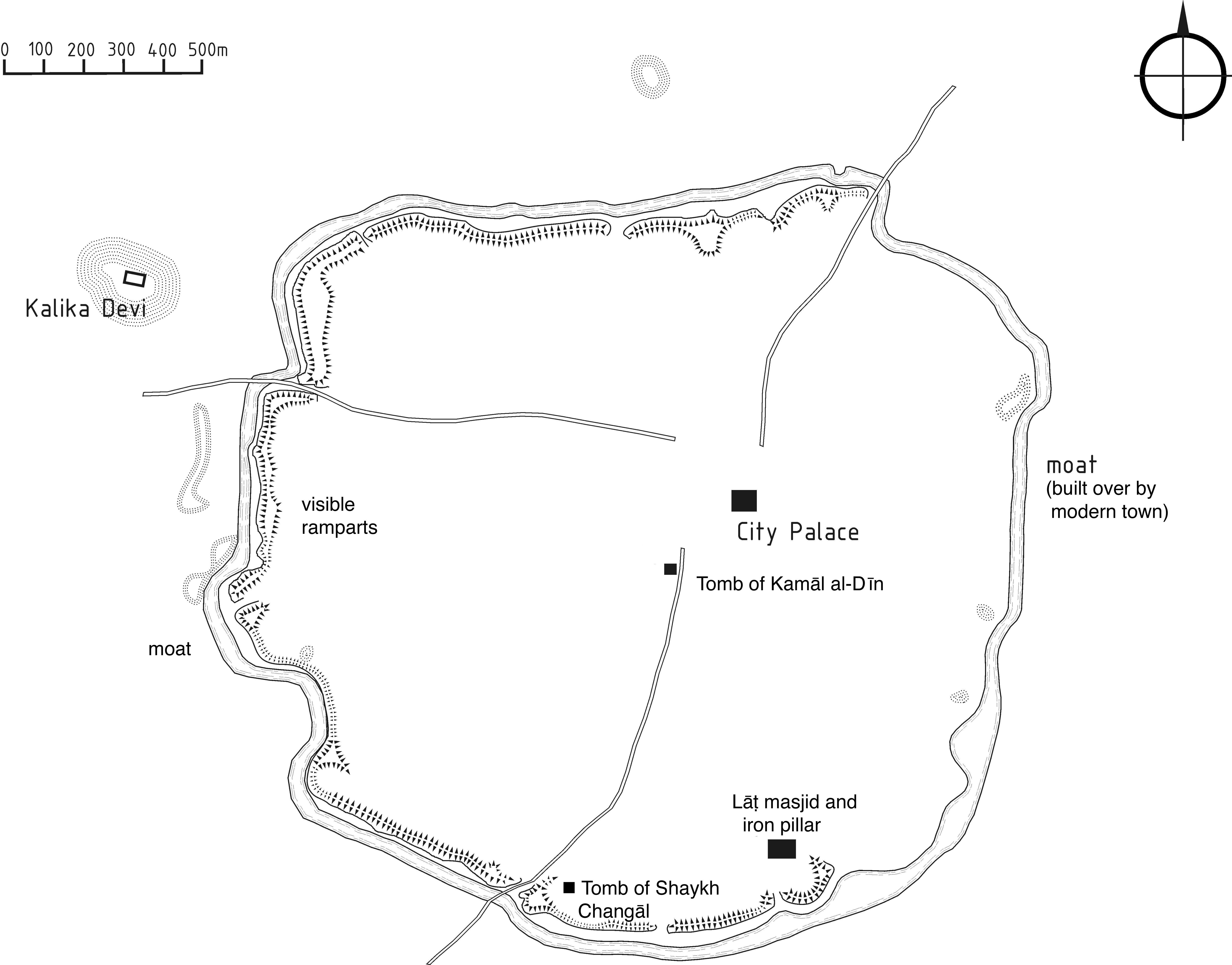
El pilar se encuentra en la parte sureste de la antigua ciudad fortificada de Dhar

El pilar no lleva una inscripción que mencione su constructor, fecha o propósito. Se encuentra en Dhar, que fue la capital de la Dinastía Paramara. Según la tradición local, el pilar conmemora una victoria militar del rey Bhoja de Paramara del siglo XI, cuyo conocimiento de la metalurgia del hierro se puede ver en su libro Yuktikalpataru.
El Servicio Arqueológico de la India (SAI) teorizó que fue construido por el posterior rey de Paramara, Arjunavarman, en 1210 EC, a partir de los brazos fundidos de una fuerza enemiga.
La Lat Masjid, en cuyo recinto se encuentra el pilar, fue construida con espolias de templos hindúes y jainistas. R. Balasubramaniam teoriza que un templo de Shiva ocupaba anteriormente el sitio, y el pilar estaba originalmente ubicado en el frente de este templo, con un trishula (tridente) en la parte superior.
Los dos fragmentos más grandes tienen varios agujeros a intervalos irregulares, en todos los lados. La profundidad de los orificios varía de 41 a 76 milímetros y su diámetro varía de 30 a 76 milímetros. Debido a que están distribuidos de manera desigual, no parecen ser ranuras para lámparas (como en un deepa-stambha). Cousens especuló que estos fueron utilizados por los falsificadores y soldadores para manejar el pilar con sus instrumentos durante el proceso de fabricación. Roessler estuvo de acuerdo con esta hipótesis y propuso que estas ranuras también se usaran para mantener el pilar en posición vertical con anclajes de hierro.
El pilar parece haber sido construido utilizando la técnica de soldadura de forja horizontal. Brahm Prakash teorizó que las secciones más pequeñas, que miden entre 71 cm  y 84 cm de largo, se unieron para formar el pilar.